# Squidoo
Squidoo är en webbtjänst med syfte att göra det enkelt för vem som helst att skapa en webbsida om ett speciellt kunskapsområde som användaren är specialist inom. Squidoo grundades av Seth Godin. Användarna sorterar material samtidigt som de rekommenderar och kommenterar olika resurser på webben. En sida kallas för en "lens" och användarna som skriver sidorna "lensmasters". Det går också att tjäna pengar via Squidoo även om det inte blir några enorma summor. Pengarna som kommer från sidans annonser och delas upp så att hälften tillfaller Lensmasters och 45 procent tillfaller Squidoo. De sista fem procenten skänks till välgörenhet.